# Скриганов, Максим Петрович
Максим Петрович Скриганов (18 февраля 1892 года, деревня Цупер, Могилёвская губерния, Российская империя — 24 февраля 1951 года, Ленинград) — советский военачальник, контр-адмирал.

## Биография
Родился 20 февраля 1892 года в Могилевской губернии, Рогачевского уезда, Городецкой волости, деревне Цупер (в настоящее время: Республика Беларусь, Гомельская область, Жлобинский район, Майский сельский совет, деревня Цупер). Белорус.
Учился в сельской школе, д. Цупер (сентябрь 1900 — июнь 1904).
Работал в летнее время в крестьянском хозяйстве отца, в зимнее время работал по найму (1904—1911).
Цементный завод Франко-Русской Компании в Геленджике; подручный слесаря, слесарь; окончил 3 класса 4-классного Ремесленного училища при Цементном заводе (сентябрь 1911 — октябрь 1913).

## Карьера
Призван на военно-морскую службу, направлен в Либавский флотский экипаж для прохождения строевой подготовки (12 октября 1913 — февраль 1914). Откомандирован на учебное судно «Николаев» Учебно-минного отряда в Кронштадте, зачислен в класс минных машинистов (06 февраля — июнь 1914). С началом 1-й Мировой войны списан на крейсер «Диана», строевой матрос (12 июля 1914 — январь 1915). Списан с крейсера «Диана» на учебное судно «Николаев», для окончания минно-машинного класса (04 января — май 1915).
Выдержал экзамен на штатного минного машиниста, направлен в Учебный отряд подводного плавания (02 мая 1915 — январь 1916). Окончил Учебный отряд подводного плавания (13 января 1916). Списан на Бригаду подводных лодок (Ревель), командирован на судостроительный завод «Ноблесснер» в Ревеле в качестве слесаря по установке механизмов на новостроящиеся подводные лодки (05 февраля — август 1916).
Отозван в Учебно-минный отряд в Кронштадт, зачислен слушателем унтер-офицерской смены, после окончания курса списан на судостроительный завод «Ноблесснер» на ту же работу по установке механизмов, унтер-офицер 1-й статьи (15 августа 1916 — январь 1917).
Минный машинист (торпедист) на подводной лодке «Кугуар» Дивизии подводных лодок Балтийского флота (16 января — ноябрь 1917).
Участник (совместно с рабочими г. Ревеля) Февральской революции, председатель судовых комитетов (февраль 1917).
Подписал контракт на службу в Рабоче-Крестьянском Красном Флоте (ноябрь 1917). Участник (на подводной лодке «Кугуар») Ледового перехода Балтийского флота из Ревеля в Гельсингфорс (21-25 февраля 1918). Участник (на подводной лодке «Кугуар») Ледового перехода Балтийского флота из Гельсингфорса в Кронштадт (09-16 апреля 1918). За переход удостоен звания «Красный партизан».
Курсант Училища командного состава флота (07 октября 1918 — август 1923). 
Член Российской коммунистической партии (большевиков) (19 января 1919). 
Участник, в составе отряда курсантов, боев с войсками Северо-Западной армии генерала Н. Н. Юденича (15 апреля — 15 мая 1919, 15 октября — 15 ноября 1919). Произведен в Краскомы (Красный командир) (15 июля 1923).
Командирован в Учебное Управление Штаба Морских Сил Республики для направления в распоряжение Штаба Морских сил Балтийского моря (05 августа 1923). Помощник вахтенного начальника линейного корабля «Парижская Коммуна» Морских сил Балтийского моря (06 августа — 10 декабря 1923). Минер подводной лодки «Большевик» Морских сил Балтийского моря (10 декабря 1923 — февраль 1924).
Слушатель Класса Подводного плавания Высших Специальных Курсов Командного Состава Флота (14 февраля 1924 — 07 февраль 1925).
Произведен в Подводники (07 февраля 1925). Отчислен в Штаб Морских сил Балтийского моря (17 февраля 1925). Минер подводной лодки «Рабочий» Морских сил Балтийского моря (23 февраля — апрель 1925). 
Старший помощник командира подводной лодки «Большевик» Морских сил Балтийского моря (22 апреля 1925 — январь 1926). Курс повторных занятий, с оставлением в занимаемой должности, в Классе Подводного плавания Высших Специальных Курсов Командного Состава Флота (24 декабря 1925 — 25 февраля 1926).
Командир подводной лодки «Товарищ» Морских сил Балтийского моря (07 январь 1926 — февраль 1929). 
Командир подводной лодки «Ленинец» Морских сил Дальнего Востока (февраль — ноябрь 1929); 
по совместительству окончил Курсы командиров-единоначальников при Военно-политической академии им. Н. Г. Толмачева (1929). 
Член (временно) Комиссии по наблюдению за постройкой кораблей (1930).
Командир 1-го дивизиона Бригады подводных лодок Морских сил Балтийского моря (ноябрь 1929 — май 1931). 
В составе группы военно-морских специалистов командирован во Флоренцию (Италия) для приема перископов фирмы «Галилео» (1930) (23 сентября — 25 ноября 1930 (?)).
Командир 3-го дивизиона Бригады подводных лодок Морских сил Балтийского моря (05 мая 1931 — ноябрь 1933); по совместительству окончил Курсы усовершенствования командного состава при Военно-морской академии им. К. Е. Ворошилова (1931). 
Участник Экспедиции особого назначения № 1 (ЭОН № 1); переход оперативного соединения кораблей ВМС РККФ: эскадренный миноносец «Урицкий», эскадренный миноносец «Рыков», сторожевой корабль «Ураган», сторожевой корабль «Смерч», подводная лодка «Д-1», подводная лодка «Д-2», баржи, буксиры и катера, обеспечивавшие переход по Беломорско-Балтийскому каналу с целью создания Северной военной флотилии (18 мая — 20 июля 1933).
Командир Экспедиции особого назначения № 2 (ЭОН № 2); доукомплектование, вслед за ЭОН № 1, Северной военной флотилии: эскадренный миноносец «Карл Либкнехт», сторожевой корабль «Гроза», подводная лодка «Д-3» (26 июля — 21 сентября 1933).
Командир отдельного дивизиона подводных лодок Северной военной флотилии (25 сентября — ноябрь 1933).
Командир 2-го дивизиона подводных лодок 2-й Морской бригады Морских сил Дальнего Востока (12 ноября 1933 — февраль 1936). 
Командир 9-го дивизиона Бригады подводных лодок Морских сил Дальнего Востока (19 февраля 1936 — март 1937). 
Капитан 1 ранга (Приказ НКО от 15 марта 1936 № 01168/п).
Командир и комиссар 4-й Бригады подводных лодок Тихоокеанского флота (20 марта 1937 — май 1938). 
Флагман 2 ранга (Приказ НК ВМФ от 15 марта 1938 № 0168/п). 
Помощник командующего Тихоокеанского флота по материально-техническому обеспечению (07 мая 1938 — июнь 1939).
Член Пленума Владивостокского Областного комитета Всесоюзной коммунистической партии (большевиков) (1938).
Участник боевых действий у озера Хасан; командир Морского отряда особого назначения (август 1938).
Заместитель председателя Постоянной Приемной Комиссии ВМФ, г. Ленинград (июнь 1939).
Допущен к исполнению должности командира Учебного отряда подводного плавания им. С. М. Кирова (14 июня 1939). Вступил к исполнению должности командира Учебного отряда подводного плавания им. С. М. Кирова (21 июня 1939). 
Утвержден в должности; Командир Краснознаменного Учебного отряда подводного плавания им. С. М. Кирова (20 сентября 1939 — июнь 1945). 
Контр-адмирал (Постановление СНК СССР от 04 июня 1940 № 946). 
Депутат Свердловского районного Совета депутатов г. Ленинграда (1940).
Председатель (по совместительству) Постоянной Подводной Комиссии ВМФ (09 июня 1940 — июнь 1945). 
Старший морской начальник (по совместительству) г. Махачкалы ДАССР (09 сентября 1941 — 22 апреля 1942; 14 октября 1943 — 06 апреля 1944). 
Начальник гарнизона (по совместительству) г. Махачкала ДАССР (29 декабря 1941).
Командир отряда подводных кораблей ВМФ, принимаемых по разделу Германского флота (13 июня 1945 — апрель 1946). 
Командир Краснознаменного Учебного отряда подводного плавания и Противолодочной обороны им. С. М. Кирова (29 апреля 1946 — 23 февраля 1951).
Депутат Ленинградского городского Совета депутатов (1947).
Скончался 23 февраля (в ночь на 24 февраля) 1951 годав Ленинграде. Похоронен 27 февраля 1951 года на Серафимовском кладбище, Ленинград.

## Семья
- Старший сын — Михаил Максимович Скриганов (1922—1987) — капитан первого ранга;
- Младший сын — Лев Максимович Скриганов (1924—1924) — скончался в возрасте 7 месяцев;
- Дочь — Марина Максимовна Скриганова (1926—?) — родилась 17 августа 1926 года.

## Звания
- Капитан 1 ранга (15.03.1936);
- Флагман 2 ранга (15.03.1938);
- Контр-адмирал (04.06.1940).

## Награды
- Орден Ленина (23.12.1935)[2]
- Орден Ленина (21.02.1945)[2]
- Орден Красного Знамени (03.11.1944)[2]
- Орден Красного Знамени (06.11.1947)[2]
- Орден Трудового Красного Знамени (22.07.1944)[3]
- Орден Нахимова II степени (26.03.1946)[2]
- Орден Отечественной войны I степени (21.07.1945)[2]
- Медаль За оборону Кавказа (30.12.1944)[4][2]
- Медаль За победу над Германией в Великой Отечественной войне 1941—1945 гг.[2]
- Медаль XX лет Рабоче-Крестьянской Красной Армии
- Знак Бойцу Красной Гвардии и Красному партизану
- Знак Участнику Хасанских боёв